# كاندالانو
كاندالانو ملك بابل من 648 قبل الميلاد إلى 627 قبل الميلاد.

## الأرض
كاندالانو كان ملكاً على بابل كلها ما عدا مدينة نيبور . بدأ عهده عام 648 قبل الميلاد وقد عُيّن من قِبَل سيده الأعلى آشوربانيبال امبراطور الامبراطورية الآشورية بعد أن سحق التمرد البابلي لاحقاً بسلف كاندالانو شمش شوم اوكين .

## الهوية
لأن السجلات عن تلك الحقبة ليست ممتازة لأجل التحقيق والبحث، كل السجلات الأصلية حول كاندالانو تشمل صيغ زمنية مع نقش زمني واحد متضرر.
في النقوش الزمنية التالية ذُكر كاندالانو بعض المرات ونُسي مرات أخرى وبشكل ملاحظ في نقش حرّان الذي يبدو وكأنه تعداد أو وصف للملوك البابليين في القرن السادس.
شحة المصادر وقلة المعلومات جعلت من الصعب أن يتم اكتشاف من كان كاندالانو؟ يحتمل أن يكون ابن آخر لآسرحدون أو شخص آخر من العامة الذين بقوا مواليين للآشوريين أثناءالتمرد.
يحمل معنى اسمه شيئاً من التشوه الخلقي ربما يكون معناه القدم المضروبة لذا ليس من المستبعد أن يكون الإمبراطور قد عينه ملكاً على البابليين من باب العقوبة على تمردهم أو إهانة لهم إذ يبدو أنه كان ذا عقل غير واسع المعرفة.
كانت هناك نقاشات عن احتمال أن يكون كاندالانو هو الاسم البابلي ل آشوربانيبال ولكن هذا غير محتمل لعدم ثبوت سجلات موازية في التاريخ الآشوري.
النقوش الزمنية من عهد كاندالانو تشير إلى أنه بعد عهد آشوربانيبال حكم كاندالانو عدة سنوات مع ابن آشوربانيبال (آشور إيتيل إلياني).
توفي كاندالانو حوالي سنة 627 ق م، وخلى عرش بابل من ملك إلى ان تولى الملك الكلداني نبوبولاسر سنة 627 ق م الحكم بعد أن استغل ضعف الاشوريين بعد وفاة ملكهم آشوربانيبال بنفس السنة .